# Liste der Kulturdenkmäler in Gebroth
In der Liste der Kulturdenkmäler in Gebroth sind alle Kulturdenkmäler der rheinland-pfälzischen Ortsgemeinde Gebroth aufgeführt. Grundlage ist die Denkmalliste des Landes Rheinland-Pfalz (Stand: 2. August 2023).

## Einzeldenkmäler
| Bezeichnung             | Lage               | Baujahr | Beschreibung | Bild            |
| ----------------------- | ------------------ | ------- | --- | --------------- |
| Evangelische Kirche     | Schulstraße 5 Lage | 1906    | Saalbau, romanisierender Heimatstil, bezeichnet 1906, Regierungsbaumeister August Senz, Köln                                          | Fotos hochladen |
| Evangelisches Pfarrhaus | Schulstraße 7 Lage | 1760    | spätbarocker Massivbau, teilweise verschiefertes Fachwerk, bezeichnet 1760, streckhofartig anschließende ehemalige Wirtschaftsgebäude | BW              |